# Epimelitta acutipennis
Epimelitta acutipennis là một loài bọ cánh cứng trong họ Cerambycidae.